# Aspidoscelis burti
Aspidoscelis burti е вид влечуго от семейство Teiidae. Видът не е застрашен от изчезване.

## Разпространение
Разпространен е в Мексико и САЩ.